# Раусу (вулкан)
Рау́су (яп. 羅臼岳 Раусудакэ, «Пик Раусу») — вулкан на японском острове Хоккайдо.
Находится на полуострове Сирэтоко на севере Хоккайдо, между посёлками Сяри и Раусу. Высота вулкана 1660 м над уровнем моря. В настоящее время вулкан является слабо активным. Является популярным туристическим объектом.